# おんな極悪帖
『おんな極悪帖』（おんなごくあくじょう）は、1970年（昭和45年）4月4日に公開された日本映画。谷崎潤一郎の著書『恐怖時代』を映画化した作品であるもともとは安田道代をかわいがっていた若山富三郎が安田の為に企画していたものであったが、若山が東映に移籍した為、若山の出演は無かった。
監督は池広一夫。主演は安田道代（後の大楠道代）。製作・配給は大映。登場人物は全員が悪人であるという異色の作品となっている。また池広は自身が監督をした作品では『ひとり狼』と共に最も気に入っている作品であるとしている。

## あらすじ
春藤靭負という大名の下屋敷、その大名の妾であるお銀は、自らの子を世継ぎとし、権力を掌握すべく春藤靭負の正室毒殺を企む。そんなお銀もまた、磯貝伊織という若い侍を愛人として囲っている。お銀は正室毒殺に成功するが、春藤靭負が二人の関係性を間付かれてしまい、あやうく殺されかけるが、磯貝伊織と共闘して春藤靭負を討ち果たす。しかしお銀は磯貝伊織をも無き者にしようと企んでいた。

## スタッフ
- 監督：池広一夫
- 原作：谷崎潤一郎
- 脚本：星川清司
- 企画：勝呂敦彦
- 撮影：梶谷俊男
- 音楽：渡辺岳夫
- 美術：西岡善信
- 編集：谷口登司夫
- 録音：奥村雅弘
- スチール：大谷栄一
- 照明：古谷賢次

## キャスト
- お銀の方：安田道代
- 磯貝伊織：田村正和
- 梅野：小山明子
- 春藤靱負：佐藤慶
- 太守：岸田森
- 細井玄沢：小松方正
- 赤座又十郎：山本麟一
- 芸者：宇田あつみ
- 珍斉：芦屋小雁
- 菅沼八郎太：早川雄三
- お由以：丘夏子
- 氏家左門：伊達岳志
- 侍：木村元
- 六助：寺島雄作
- 乳母：橘公子

## 同時上映
- 兇状流れドス